# 3416 Dorrit
3416 Dorrit è un asteroide areosecante. Scoperto nel 1931, presenta un'orbita caratterizzata da un semiasse maggiore pari a 1,9174433 au e da un'eccentricità di 0,2070411, inclinata di 22,07155° rispetto all'eclittica.
L'asteroide è dedicato all'astronoma statunitense Dorrit Hoffleit.